# 桑泰尔地区卡约
桑泰尔地区卡约（法語：Cayeux-en-Santerre，法語發音：[kajø ɑ̃ sɑ̃tɛʁ]），或纯音译卡约昂桑泰尔，是法国上法蘭西大區索姆省的一个市镇，属于蒙迪迪耶区。

## 地理
桑泰尔地区卡约（49°49'14"N, 2°35'57"E）面积5.44 平方千米，位于法国上法蘭西大區索姆省，该省份为法国北部沿海省份，北起加来海峡省和北部省，西接滨海塞纳省和大西洋英吉利海峡，南至瓦兹省，东临埃纳省。
与桑泰尔地区卡约接壤的市镇（或旧市镇、城区）包括：维安库尔莱基佩、桑泰尔地区博库尔、凯村、吉约库尔、伊尼欧库尔、马塞尔卡沃、勒凯内勒。
桑泰尔地区卡约的时区为UTC+01:00、UTC+02:00（夏令时）。

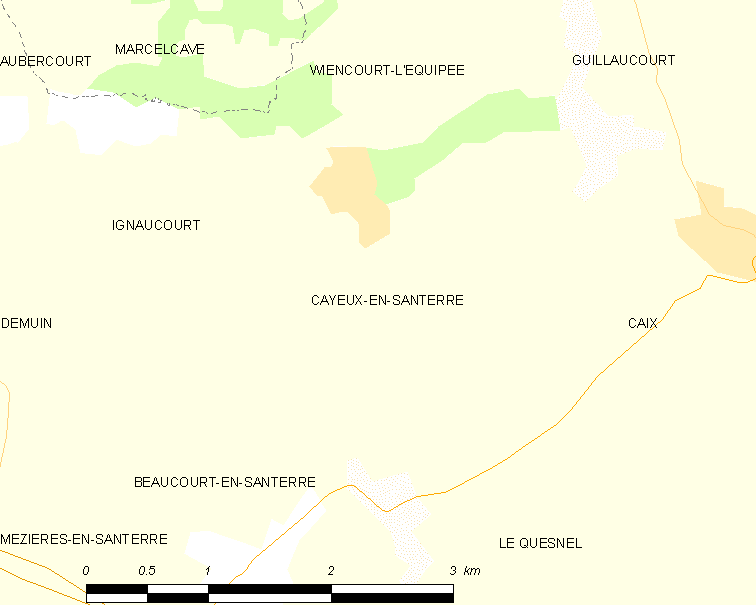
桑泰尔地区卡约的OSM定位图

## 行政
桑泰尔地区卡约的邮政编码为80800，INSEE市镇编码为80181。

## 政治
桑泰尔地区卡约所属的省级选区为莫勒伊县。

## 人口

1962-2008年间桑泰尔地区卡约人口变化图示

桑泰尔地区卡约于2022年1月1日时的人口数量为123人。